# Baranyaszentgyörgy
Baranyaszentgyörgy é um município da Hungria, situado no condado de Baranya. Tem 7,27 km² de área e sua população em 2019 foi estimada em 134 habitantes.